# Estação La Moneda
A Estação La Moneda é uma das estações do Metrô de Santiago, situada em Santiago, entre a Estação Los Héroes e a Estação Universidad de Chile. Faz parte da Linha 1.
Foi inaugurada em 15 de setembro de 1975. Localiza-se no cruzamento da Alameda com a Avenida Hermanos Amunátegui. Atende a comuna de Santiago.